# Намгьел, Кипчу
Кипчу Намгьел (англ. Kipchu Namgyel, род. в 1955 году, Шари, Тсенто, Паро) — Макси Гом (полковник), начальник полиции Бутана.
Кипчу Намгьел родился в 1955 году в деревне Шари (англ. Shari), которая расположена в гевоге Тсенто в дзонгхаге Паро. Он получил степень бакалавра в области искусств в Пенджабском университете Чандигарха, Индия. В 1980 году он вступил в полицию, пройдя базовый курс подготовки в учебном центре Jigmeling (Гелепху).
Полковник Кипчу Намгьел является одним из немногих офицеров, прошедших обучение в престижной полицейской академии Хайдарабада в 1981 году. С 1989 года он возглавлял специальный отдел полиции. В декабре 2006 года ему присвоили звание полковника и назначили заместителем начальника полиции. Полковник Намгьел также окончил курсы по борьбе с биологическим терроризмом в Сингапуре, по борьбе с саботажем и незаконным оборотом наркотиков.
19 марта 2008 года полковник Кипчу Намгьел был назначен начальником полиции Бутана, сменив на этой должности вышедшего на пенсию полковника Сонам Тондупа (англ. Sonam Thondup), который был начальником полиции в течение 35 лет.
В декабре 1992 года Кипчу Намгьел был награждён медалью Почёта (Drakpoi Thuksey).